# Mulgara pręgoogonowa
Mulgara pręgoogonowa, mulgara (Dasycercus cristicauda) – gatunek ssaka z podrodziny niełazów (Dasyurinae) w obrębie rodziny niełazowatych (Dasyuridae).

## Taksonomia
Gatunek po raz pierwszy zgodnie z zasadami nazewnictwa binominalnego opisał w 1867 roku austriacki zoolog i paleontolog Johann Ludwig Gerard Krefft nadając mu nazwę Chaetocercus cristicauda. Miejsce typowe według oryginalnego opisu to „Australia Południowa, prawdopodobnie okolice jeziora Alexandrina” jednak uważa się to za mało prawdopodobne, a okaz typowy mógł zostać odłowiony przez Waterhouse’a podczas jego podróży z Port Augusta do Coffin Springs. Holotyp to skóra i czaszka osobnika o nieokreślonej płci o sygnaturze AM M.11342 z kolekcji Muzeum Australijskiego; odłowiony przez brytyjskiego zoologa Fredericka George’a Waterhouse’a.
Wcześniej w obrębie Dasycercus cristicauda umieszczano takson blythi jednak późniejsze badania molekularne z wykorzystaniem mtDNA i nDNA potwierdziły wyraźną rozbieżność między D. cristicauda i D. blythi wobec czeego oba taksony traktowane jako są traktowane jako dobrze zdefiniowane odrębne, siostrzane gatunki. Autorzy Illustrated Checklist of the Mammals of the World uznają ten gatunek za monotypowy.

### Etymologia
- Dasycercus: gr. δασυς dasus „włochaty, kudłaty, gruby, gęsty”; κερκος kerkos „ogon”[12].
- cristicauda: łac. crista „czub, grzebień”[13]; cauda „ogon”[14].

## Zasięg występowania
Mulgara pręgoogonowa występuje w Australii; ostatnio odnotowana tylko na pustyniach wzdłuż granic południowego Terytorium Północnego, środkowo-północnej Australii Południowej i południowo-zachodniego Queenslandu; dawniej bardziej rozpowszechniony w zachodniej i południowej Australii.

## Morfologia
Długość ciała (bez ogona) samic 12–17 cm, samców 13–23 cm, długość ogona samic 8–11 cm, samców 8–12,5 cm; masa ciała samic 65–120 g, samców 110–185 g.

## Ekologia
Występuje na piaszczystych pustyniach z kępkami trawy. Kształtem ciała przypomina kowari pustynnego i jak większość pokrewnych mu gatunków magazynuje tłuszcz w zgrubieniu u nasady ogona. Futro piaskowobrązowe na grzbiecie i białawe na spodzie ciała. Na górnej części ogona czarna pręga. Kryjówki składają się z pojedynczej prostej nory bądź z systemu tuneli z 5-6 wyjściami. W nocy mulgara poluje na małe gryzonie, jaszczurki i duże owady. Czasami chwyta także duże wije.

## Status zagrożenia
W Czerwonej księdze gatunków zagrożonych Międzynarodowej Unii Ochrony Przyrody i Jej Zasobów został zaliczony do kategorii NT (ang. near threatened „bliski zagrożenia”).